# Эфендопуло, Калеб
Калеб (Калев) Эфендопуло (Афендополо; Ефендиупуло; Эфендиумуло; род. до 1430; ум. ок. 1499) — еврейский османский учёный, многосторонне образованный писатель; оставил много сочинений богословского и литургического содержания, а также сборник светских стихотворений, имеющий не столько поэтическое, сколько историческое значение: в стихотворениях находятся отклики на разные современные ему события, между прочим, на изгнание евреев из Испании (1492) и из Литвы и Киевской Руси при литовском великом князе Александре (1495). Зять и ученик Башячи (ок. 1420—1490), продолжатель и издатель его трудов.
Родился в еврейской семье. Проживал в Адрианополе, Белграде и Константинополе. Составил обширную энциклопедию в стихах, названную им «Садом Царя» («Ган га-Мелех»); писал также о календарях, о хронологии и пр.